# 7 Дней
«7 Дней» — российский полноцветный еженедельник, издающийся одноимённым издательским домом. В нынешнем виде образован холдингом Владимира Гусинского «Медиа-Мост» 25 декабря 1995 года и по сей день пользуется большой популярностью.
С 2001 года в результате «спора хозяйствующих субъектов» издательский дом в числе других активов «Медиа-Моста» (телеканалы «НТВ», «ТНТ», радио «Эхо Москвы» и другие) стал частью холдинга «Газпром-Медиа».

## История
Исторически журнал «7 дней» связан с газетой «Новости радио», которая издавалась с 1 февраля 1925 года и еженедельно публиковала программу радиовещания. Впоследствии газета называлась «Радиопрограммы», «Говорит Москва». После начала телевизионного вещания в СССР в ней появилась телепрограмма, а издание сменило название на «Программы телевидения и радиовещания». С 1973 по 1990 год газета именовалась «Говорит и показывает Москва». Издание могло носить ярко выраженный идеологический или пропагандистский характер. В газету могли попадать материалы съездов КПСС, особенно если они затрагивали вопросы культуры и искусства, интервью с передовиками производства, которым посвящались хроникальные фильмы. Широкое внимание в анонсах уделялось общественно значимым телепередачам, всему развлекательному уделялось значительно меньше места.
С 1975 года в Ленинграде, Новосибирске и Киеве стали выходить специальные региональные выпуски этого издания, тираж которых печатался в этих городах. Это было первое в СССР общесоюзное издание, где появились так называемые сменные страницы с местными теле- и радиопрограммами и большим объёмом информации о них. Эти страницы сначала готовили местные Комитеты по телевидению и радиовещанию, а затем их специальные редакции вошли в состав Гостелерадио СССР, став полноценными представительствами издания в регионах. Например, Ленинградская редакция еженедельника готовила сменные полосы для эстонского, латвийского и литовских выпусков, которые печатались отдельными тиражами в Ленинграде. В республиках Прибалтики работали собственные корреспонденты еженедельника. Тираж Ленинградского выпуска «7 дней» составлял 150 тысяч экземпляров.
В 1990 году Гостелерадио СССР приняло решение об изменении названия своего издания на «7 дней. Программы телевидения и радиовещания». Под этим названием еженедельник выходил до 1994 года. После ликвидации Гостелерадио СССР издание ещё некоторое время находилось в структуре Государственной телерадиокомпании «Останкино». После прихода к руководству РГТРК «Останкино» Егора Яковлева еженедельник был передан в частную компанию и стал полноцветным журналом. Полностью был заменён и редакционный коллектив, закрылись региональные выпуски издания. К тому времени газетный формат издания стал существенно устаревать по сравнению с появлявшимися на прилавках киосков Союзпечати глянцевыми телегидами, созданными по западному образцу.
В 1995 году журнал приобрёл холдинг Владимира Гусинского «Медиа-Мост». Издание претерпело кардинальные изменения: полностью обновилась редакционная команда, большинство пришедших журналистов до этого работали в другом телегиде — «ТВ Парк»; изменился макет, логотип и концепция издания, которое стало уделять внимание в основном различным событиям в жизни отечественных и зарубежных звёзд. «Семь дней» были одними из первых в России периодических изданий, плативших звёздам за откровения и возможность проведения съёмок в домашних условиях. В журнале часто выходили интервью с ведущими родственного «7 дням» телеканала НТВ, в целях рекламы этого канала и (или) отдельных его передач, иллюстрированные репортажи со всех его юбилейных корпоративов. Во всех регионах страны распространялась одинаковая версия журнала с программой передач по московскому времени и с упоминанием сугубо московских региональных каналов («Московия», «Телеэкспо», «М1», «ТВ Столица»), и дальше Урала журнал стал восприниматься как развлекательный.
В начале 1998, августе 2001, мае 2013 и в ноябре 2023 года макет издания обновлялся.
Главные редакторы:
- 1996—2012 — Орлова Вера Владимировна[5];
- 2012—2016 — Рождественская, Екатерина Робертовна[19];
- 2016 — настоящее время — Пахомова Анжелика[20].

## Рубрики
Журнал специализируется на событиях, происходящих на отечественном телевидении, в мире шоу-бизнеса, моды, кино, спорта и театра. Регулярно публикуются интервью с известными личностями, подготовленные собственными корреспондентами.
- «Семь дней сообщает» — полоса, где сообщаются главные новости из мира шоу-бизнеса.
- «Мода» — рубрика посвящена современной моде.
- «Светопредставление»
- «Моя звезда»
- «Идём в кино» — обзор свежих киноновинок.
- «Мелочи жизни»
- «Взглянем на звёзды» — гороскоп, астропрогноз на неделю.
- «За семью печатями» — авторская рубрика хироманта Владимира Финогеева[21].
- Иллюстрированная программа телепередач центральных и дециметровых каналов с аннотациями[22][23] и фотографиями, а также программа собственных (ранее — некоторых зарубежных)[24] каналов, вещающих на платформе «НТВ-Плюс»[25][26] (также входящей в холдинг «Газпром-Медиа»; журнал «7 дней» был первым печатным изданием, который начал публиковать такую телепрограмму).